# Marie Bach Hansen
Marie Bach Hansen, född 28 juni 1985 i jylländska Borum i Århus kommun, Danmark, är en dansk skådespelare. 

## Biografi
Marie Bach Hansen medverkade som tonåring i ungdomsfilmen Snabba ryck (2003) och utexaminerades från Statens Teaterskole i Köpenhamn år 2010. Hon anställdes därefter direkt på den uppmärksammade själländska teatern Mungo Park, där hon under några år medverkat i bland annat komedin Birkehytten (2010), dramat Den allersidste dans (2010), musikkomedin Opsang (2010), som Cordelia i Kierkegaard-dramatiseringen av Förförarens dagbok (2011) och som Dorte Hansen i Dette burde skrives i nutid (2012). Hon har som frilans på Köpenhamns scener även spelat i Tracy Letts Min familj på Betty Nansen Teatret 2008, Shakespeares Trettondagsafton utomhus 2008, Peter Langdals dramatisering av Siri Hustvedts roman Sommaren utan män på Teater Republique 2015, rollen som Marie i P-O Enquists Tribadernas natt utomhus sommaren 2015 och Katrine Wiedemanns dramatisering av John Steinbecks Vredens druvor på Betty Nansen-teatern 2017. Efter några olika filmroller, bland annat som motståndskämpe i Hvidstengruppen (2012) om Hvidstengruppen i andra världskrigets ockuperade Danmark och en gästroll i tv-serien Borgen (2013), fick hon sitt stora internationella genombrott i rollen som Signe i DRs tv-serie Arvingarna (2014– 2017). 
Hon medverkar i musikvideon till "Milan Allé" av Magtens korridorer,

## Filmografi
- 2003 – Snabba ryck
- 2010 – Klovn: The Movie
- 2011 – Frit fald
- 2012 – Hvidstengruppen
- 2013 – Borgen
- 2014–2017 – Arvingarna (TV-serie)
- 2021 – Vit sand (TV-serie)
- 2025 – Reservatet (TV-serie)